# История почты и почтовых марок Республики Конго
История почты и почтовых марок Республики Конго описывает развитие почтовой связи в Республике Конго, бывшей французской колонии, ранее входившей во Французское Конго, затем известной как Среднее Конго, а ныне независимом государстве в Центральной Африке со столицей в Браззавиле.
Республика Конго является членом Всемирного почтового союза (с 1961).

## Выпуски почтовых марок

### Французская колония

#### Французское Конго
История почты Французского Конго берёт начало в XIX веке, когда в 1891—1892 годах французское почтовое ведомство выпустило первую серию из 10 почтовых марок для обращения на значительно большей территории, чем нынешняя Республика Конго, поскольку занимала ещё часть территории нынешнего Габона. Эти марки были такими же, что употреблялись в самой Франции, но на них был надпечатан текст фр. «Congo Français» («Французское Конго»). Таким образом, первыми почтовыми марками, использовавшимися на территории Республики Конго, были почтовые марки Французского Конго, которые имели хождение до 1907 года.

#### Среднее Конго
В течение 1907—1933 годов выходили почтовые марки для Среднего Конго, на которых давались следующие надписи: «République française» («Французская Республика»), «Moyen-Congo» («Среднее Конго») и «Postes» («Почта»)[≡].

#### Французская Экваториальная Африка
Несмотря на то, что территории Убанги-Шари, Чада, Габона и Среднего Конго входили в 1910—1958 годах в состав Французской Экваториальной Африки, каждая из этих колоний сохраняла свою почтовую автономию. На оригинальных марках Среднего Конго производилась надпечатка: «Afrique Equatoriale Française» («Французская Экваториальная Африка»), а в 1936—1958 годах в обращении были марки Французской Экваториальной Африки.

#### Автономия
Первые марки автономной Республики Конго в составе Французского сообщества (статус был получен в 1958 году) были выпущены 28 ноября 1958 года.
Начиная с 1958 года на конголезских марках стали присутствовать надписи: «République du Congo» («Республика Конго») и «Postes» («Почта»).

### Независимость

#### Первая Республика Конго
Первая почтовая и одновременно памятная марка Республики Конго, провозгласившей полную независимость 15 августа 1960 года и сохранявшей это название страны до 1969 года, вышла в годовщину создания государства.
В том же 1961 году в обращении появились первые стандартные марки.
В 1964 году вышел первый почтовый блок Республики Конго.
По данным Л. Л. Лепешинского, с 1907 по 1963 год в стране было эмитировано 156 почтовых марок.

#### Народная Республика Конго
С 31 декабря 1969 года и по 1991 год страна была известна под названием «Народная Республика Конго», что привело к размещению на марках этого государства  соответствующей надписи: «République populaire du Congo»[≡]. Кроме того, в этот период стали чаще выходить почтовые марки политической тематики.

#### Современная Республика Конго
С 1991 года государство вернулось к названию «Республика Конго», что также нашло отражение на почтовых марках этой страны, эмитируемых по настоящее время.

### Тематика
В годы существования Народной Республики Конго были выпущены почтовые марки, посвящённые В. И. Ленину, а также ленинские картмаксимумы. Более того, Народная Республика Конго была первой страной на африканском континенте, где стали выходить марки в честь Ленина и Октябрьской революции. Первая марка с таким сюжетом была издана 15 августа 1966 года по случаю трёхлетней годовщины конголезской революции. На марке в 50 франков (Sc #C41) изображались Ленин и штурм Зимнего дворца; эта же марка вместе с двумя другими была повторена в почтовом блоке (Sc #C41a). Ленинские сюжеты присутствуют ещё на четырёх марках этой страны — в 1970 (Sc #C96, C97), 1974 (Sc #C191) и 1988 (Sc #801) годах.
К Олимпийским играм 1980 года в Москве были приурочены памятные марки и блоки.
В целом тематика марок этой страны похожа на таковую других африканских государств — с преобладанием мотивов, связанных с флорой[≡], фауной[≡], спортом, транспортом и т. п.

## Другие виды почтовых марок

### Авиапочтовые
Первые авиапочтовые марки были введены в обращение в 1961 году. Для их обозначения применялась надпись: «Poste aérienne» («Авиапочта»).

### Служебные
Служебные марки на территории республики находились в употреблении с 1968 года.

### Доплатные
Доплатные марки впервые были изданы в 1961 году, и к 1963 году уже насчитывалось 45 таких марок. На них указывалось: «Timbre-taxe» («Доплатная марка»)[≡].

### Пакетные
Известно о двух пакетных марках Конго, изданных до 1963 года.